# Scott Bessent
Scott Kenneth Homer Bessent (ur. 21 sierpnia 1962 w Conway) – amerykański inwestor, menadżer funduszu hedgingowego, sekretarz skarbu Stanów Zjednoczonych (od 2025).

## Życiorys
Urodził się w sierpniu 1962 w Conway w stanie Karolina Południowa. W 1984 roku uzyskał bakalaureat z politologii na Uniwersytecie Yale. Ze względu na orientację homoseksualną odmówiono mu możliwości rozpoczęcia kariery dyplomatycznej i wojskowej.
Po ukończeniu studiów rozpoczął pracę w banku inwestycyjnym Brown Brothers Harriman. W latach 90. XX wieku pracował w należącej do George’a Sorosa firmie Soros Fund Management, został szefem londyńskiego biura tej firmy. Jego zakład na spadek wartości funta szterlinga w czarną środę przyniósł firmie zysk w wysokości ponad miliarda dolarów. W 2000 roku opuścił SFM i założył fundusz hedgingowy, który to fundusz został zamknięty w 2005 roku. W 2011 roku powrócił do Soros Fund Management, gdzie do 2015 roku pełnił funkcję dyrektora ds. inwestycji.
W latach 2006–2011 był wykładowcą historii ekonomii na Uniwersytecie Yale.
W listopadzie 2024 roku prezydent elekt Donald Trump ogłosił nominację Bessenta na stanowisko sekretarza skarbu Stanów Zjednoczonych w swoim drugim gabinecie. 27 stycznia 2025 roku Senat Stanów Zjednoczonych zatwierdził jego nominację na to stanowisko stosunkiem głosów 68–29. Dzień później odbyło się jego zaprzysiężenie na niniejszy urząd.